# IC 24
IC 24 је двојна звијезда у сазвјежђу Андромеда која се налази на листи објеката дубоког неба у Индекс каталогу.
Деклинација објекта је + 30° 50' 26" а ректасцензија 0h 31m 16,7s.